# Brigada de incêndio
Brigada de Incêndio são grupos de pessoas previamente treinadas, organizadas e capacitadas dentro de uma organização, empresa ou estabelecimento para realizar atendimento em situações de emergência. Em geral estão treinadas para atuar na prevenção e combate de incêndios, prestação de primeiros socorros e evacuação de ambientes.

## Atribuições

### Ações de prevenção
- conhecer o plano de emergência contra incêndio da planta;

- avaliar os riscos existentes;

- inspecionar os equipamentos de combate a incêndio,primeiros socorros e outros existentes na planta;

- inspecionar as rotas de fuga;

- elaborar relatório das irregularidades encontradas;

- encaminhar o relatório aos setores competentes;

- orientar a população fixa e flutuante;

- participar dos exercícios simulados.

### Ações de emergências
- aplicar os procedimentos básicos estabelecidos no plano de emergência contra incêndio da planta até o esgotamento dos recursos destinados aos brigadistas.
- Praticar atendimento pré hospitalar sempre que necessário